# Иерофей (Лобачевский)
Епи́скоп Иерофе́й (в миру Яков Федорович Лобачевский; 24 марта [4 апреля] 1783, Ковель, Речь Посполитая — 17 (29) апреля 1871) — епископ Православной российской церкви; духовный писатель. Двоюродный брат митрополита Антония (Рафальского).
Причислен к лику местночтимых святых Ровенской епархии решением Священного Синода Украинской Православной Церкви от 17 августа 2021 года.

## Биография
Родился в семье униатского священника 24 марта (4 апреля) 1783 года (или в 1789 году) в Ковеле, который в то время находился на территории Волынского воеводства Малопольской провинции Речи Посполитой. После второго раздела Речи Посполитой произошло возвращение Волыни к России и в 1794 году вся семья присоединилась к Православию. Отец его, Феодор Лобачевский, во время существовавшей в здешнем крае повсеместной унии, был священником Ковельской Крестовоздвиженской церкви; мать Анна была родной сестрой священника села Нуйна (в этом же Ковельском уезде) Антония Рафальского, сын которого Григорий, впоследствии митрополит Антоний, таким образом приходился двоюродным братом Якову Фёдоровичу Лобачевскому. В близких родственных отношениях с ними был и Лука Михайлович Рафальский.
В 1799 году поступил в Волынскую духовную семинарию (в риторический класс); с 1807 года учился в Киевской духовной академии, по окончании которой был назначен в сентябре 1811 года учителем в Волынскую семинарию. Принял монашество 2 августа 1814 года, 6 августа посвящён во иеродиакона, 9 августа — в иеромонаха; 20 сентября назначен строителем заштатного Загаецкого монастыря, с оставлением учителем в семинарии. С 1815 года, после преобразования семинарии, состоял в ней инспектором и учителем философии.
В 1819 году был произведён во архимандрита и в том же году, «5 октября был уволен от духовно-училищной службы за несвоевременное будто бы исключение двух воспитанников семинарии и отдачу их в военную службу — по одному словесному приказанию местного преосвященного». Пребывая в Загаецком монастыре, много занимался естественными науками и изучал иностранные языки; 12 августа 1824 года был назначен благочинным монастырей. 
В 1825 году, как «муж истинно-христианского просвещения, примерно-добродетельной жизни, занимающийся проповеданием слова Божия, обладающий выдающимися сведениями по строительной части и хорошо знающий судебные порядки», Иерофей был рекомендован местным преосвященным к переводу в настоятели первоклассного острожского Преображенского монастыря, помещавшегося после пожара 1821 года в зданиях бывшего униатского Дерманского монастыря Однако Св. Синод не утвердил этого представления и только когда новый волынский преосвященный в 1829 году вторично представил Иерофея к переводу в этот монастырь, который после нового пожара нуждался в настоятеле, знакомом со строительным делом, Св. Синод 12 августа 1829 года назначил Иерофея на эту должность. Здесь он написал: «О древности и значении Дерманской обители» и «Об острожской богоявленской церкви».
В 1839 году он принимал деятельное участие в воссоединении униатов (в селе Ратно).
25 марта 1845 года был хиротонисан во епископа Острожского, викария Волынской епархии; оставлен настоятелем Дерманского монастыря. В это время волынская епархия была соединена с варшавскою и местные архиереи жили большую часть года в Варшаве, только на время приезжая на Волынь; поэтому непосредственное управление епархией лежало на викарии. В 1860 году волынская и варшавская епархия были разделены и живший, большею частью до того времени в Житомире, Иерофей поместился на постоянное жительство в Дерманском острожском монастыре, настоятельство в котором он сохранил и после хиротонии во епископа. 
Состоял также вице-президентом Волынского попечительного комитета о тюрьмах и дважды получал за свою полезную деятельность Высочайшее благоволение. 
Скончался 17 (29) апреля 1871 года.